# Гарсия Барсена, Рафаэль
Рафаэль Гарси́я Барсе́на (исп. Rafael García Bárcena; 7 июня 1908, Гуинес, Куба — 13 июня 1964) — кубинский философ, поэт, писатель и революционер.
Активный участник революционно-демократического движения и Кубинской революции, противник диктатур Херардо Мачадо и Фульхенсио Батисты. Профессор философии в Гаванском университете, находившийся под влиянием философских течений витализма и экзистенциализма, редактор журнал «Revista Cubana de Filosofía» («Ревиста кубана де философия»).
Основатель Национально-революционного движения (Movimiento Nacional Revolucionaria), состоявшего в основном из представителей интеллигенции и средних слоёв. Как и Фидель Кастро с Движением 26 июля, это движение планировало захватить казармы (в лагере Колумбия марте 1953 года), но полиция была предупреждена об этих планах, и участники были арестованы и подвергнуты пыткам. В общей сложности 14 человек были приговорены к тюремному заключению за попытку штурма.
Основные сочинения: «Индивидуализация в этике» (1938), «Афоризмы Лус-и-Кабальеро» (1945), «Философия структуры» (1950).